# Вардавар

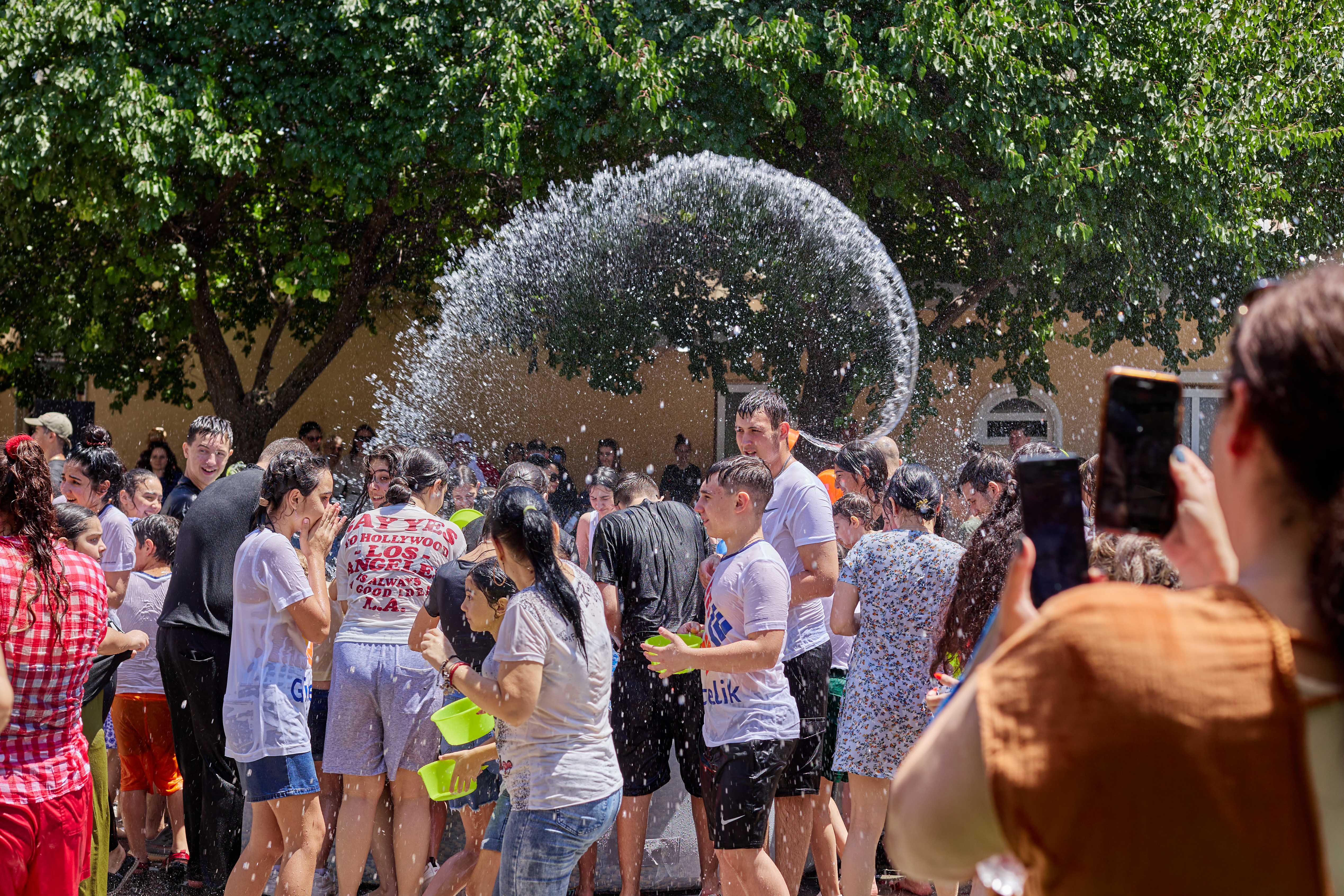
В этот день принято обливать друг друга водой. Обижаться ни в коем случае нельзя, ведь, по преданию, вода в этот день способна очистить от грехов

Вардавар (арм. Վարդավառ) — армянский традиционный праздник, приуроченный ко дню Преображения Господня. Отмечается через 14 недель после Пасхи. Известен своим обычаем взаимного обливания водой.
Аналогичный праздник (греч. βαρτουβάρια) отмечался в Каппадокии и восходит, по всей видимости, к эллинистическому культу Афродиты (арм. Астхик).

## Этимология
Армянский филолог Гевонд Алишан связывает праздник с богиней Астхик.
В прошлом слово вардавар выводили из слова вард — роза и вар — яркий, объясняя это тем, что розами украшали золотой бюст Анаит, площади, улицы и фасады домов. Было и другое толкование, при котором слово вардавар выводили из слов вард и ор — день, т. е. день роз. Однако, Г. А. Капанцян (1940) выводит слово вардавар от хетт. ward — вода и хетт. arr — мыть (что в данном случае означало водополивание) и, следовательно, праздник связывается с культом воды, а связи с розой не имеет. 
В дальнейшем К. В. Мелик-Пашаян (1963) подтверждает это положение.
Сукиас В. Паронян считает, что слово "Вардавар" имеет зороастрийский корень и состоит из авест. actra и арм. var, что означает горение и связано с поклонением огню.
А. Е. Петросян (1987) связывает вторую часть названия с хетт. var — «гореть» (>арм. var). Фндглян считает, что "вардавар" означает "водный путь" и соотносится с богиней Анаит.

## История и традиции праздника
Армянские народные традиции возводят праздник к Всемирному Потопу и связанной с ней истории о голубице Ноя
По другой версии, Вардавар связан с культом Астхик — богини любви, водной стихии и плодородия. Также Вардавар связывается с Анаит. Отсюда и традиционное обливание водой друг друга и установление букетов из алых или оранжевых цветов перед домом (или на крыше).
Однако, хеттская этимология названия означает, что праздник должен был появиться ещё в более ранний период, когда ещё не сформировались культы Астхик и Анаит, не позднее , чем эпоха государства Хайаса (2-е тысячелетие до нашей эры). Таким образом, вардавар можно считать древнейшим из сохранившихся армянских праздников.
Согласно преданию Армянской Церкви, Григорий Просветитель назначил праздник Преображения на первый день армянского календаря — 1-е число месяца Навасард (11 августа). В этот день отмечался языческий праздник, и некоторые его элементы сохранились в обрядах народного празднования Преображения. Традициям обливать друг друга водой, выпускать голубей и т. д.
В VI веке католикос Мовсес II (574—604) включил праздник Преображения в пасхальный цикл и назначил его на 7-е воскресенье после Пятидесятницы. Таким образом, праздник стал переходящим и выпадает на период с 28 июня до 1 августа.
В субботу перед Вардаваром Церковь вспоминает Ветхозаветный Кивот и отмечает праздник Новой Св. Церкви. Понедельник после Вардавара — день поминовения усопших.
В ряду армянских традиционных праздников, Вардавар — это самый большой летний праздник, один из самых любимых у армян. Особенно ярко этот день отмечается в деревнях.
Во время Вардавара ритуальное обливание водой переросло в шумную детскую игру в поливалки. Вардавар вообще в городской среде многими воспринимается как детский праздник, дети обычно так и говорят — «играть в Вардавар», то есть весело обливать себя и прохожих водой.

## Неоязычество
| Год  | День    |
| ---- | ------- |
| 2025 | 27 июля |
| 2024 | 07 июля |
| 2023 | 16 июля |
| 2022 | 24 июля |
| 2021 | 11 июля |
| 2020 | 19 июля |
| 2019 | 28 июля |
| 2018 | 08 июля |
| 2017 | 23 июля |
| 2016 | 03 июля |
| 2015 | 12 июля |
| 2014 | 27 июля |
| 2013 | 07 июля |
| 2012 | 15 июля |
| 2011 | 31 июля |
| 2010 | 11 июля |

К празднику Вардавар неоязычники добавляют ряд реконструированных, по их мнению, ритуалов.
Так, поскольку эпитетом богини Астхик является «Vardamatn» — Розовопалая, а одна из народных этимологий названия самого праздника связывает его с розой («вард»), роза становится важным атрибутом праздника: лепестками роз освящают ритуальную воду, розы букетами благословляются, освящаются и раздаются участникам. Каждый праздник начинается с ритуала возжжения ритуального огня, освящения воды, веток или плодов, чтения гимнов, восхваления богов. В разгар же лета во время Вардавара (примерно середина июля) в ритуал вводятся уже созревшие плоды абрикоса, которые также освящаются и раздаются участникам. Традиционно же во время Вардавара освящаются яблоки.

## Галерея

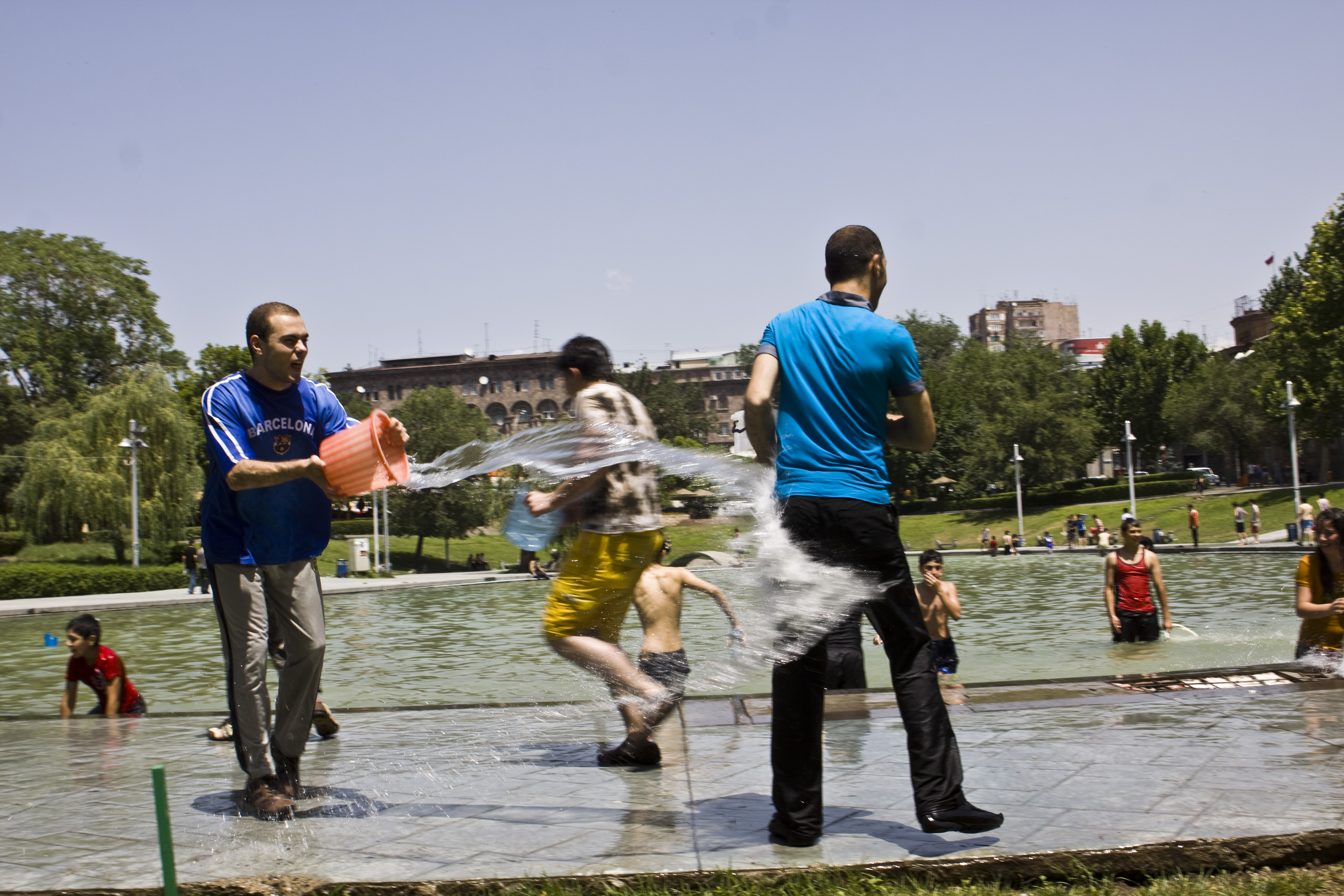
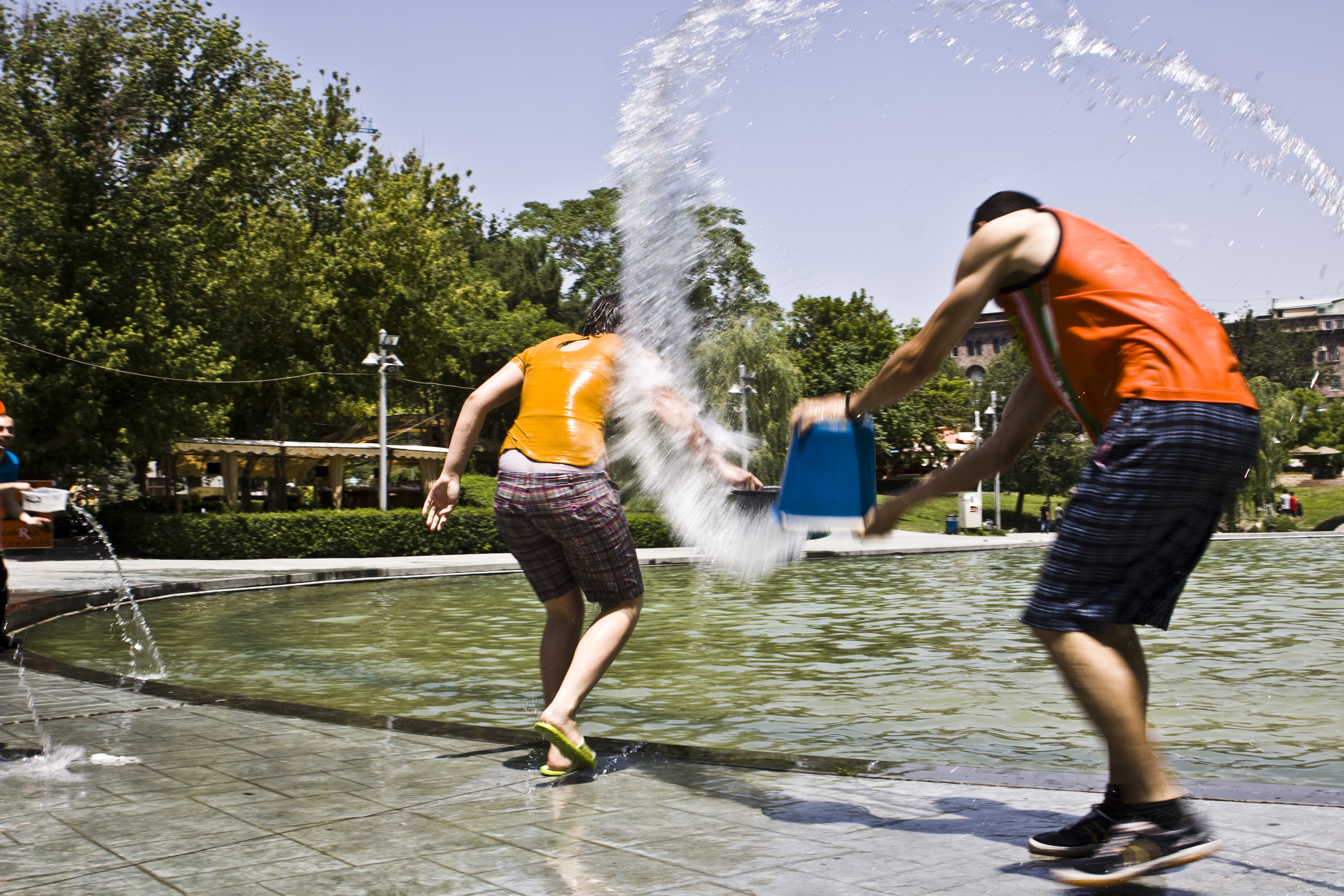
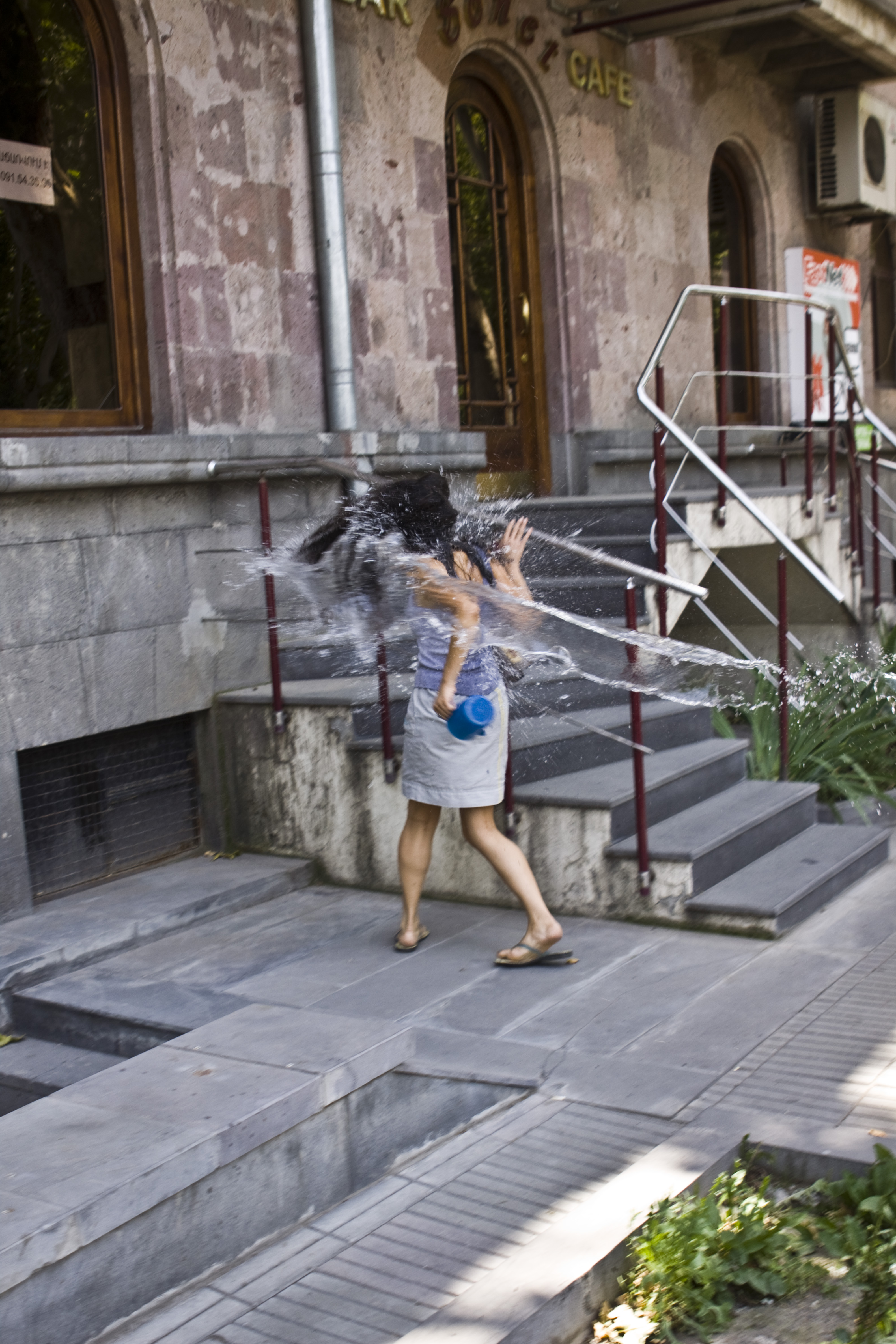
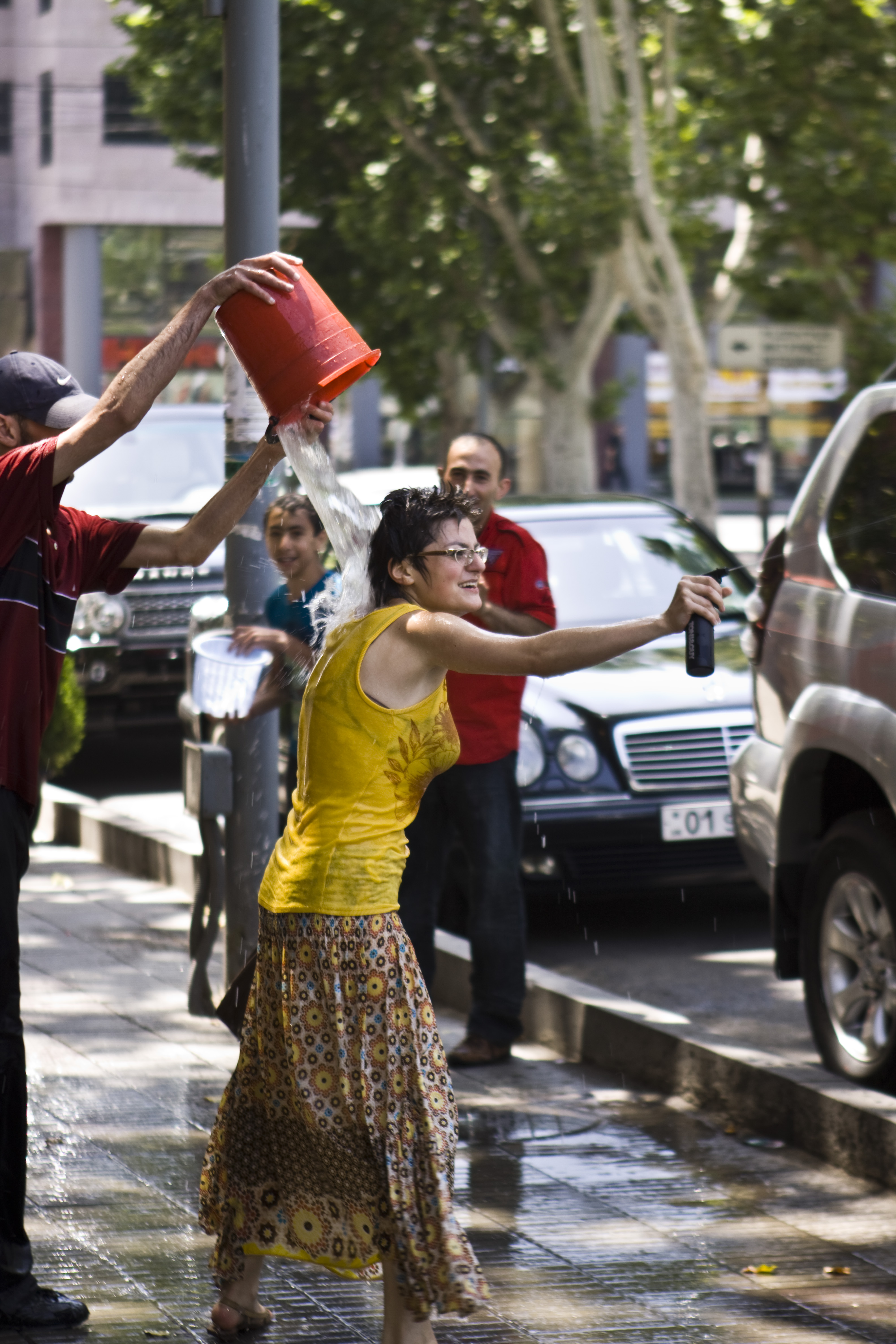
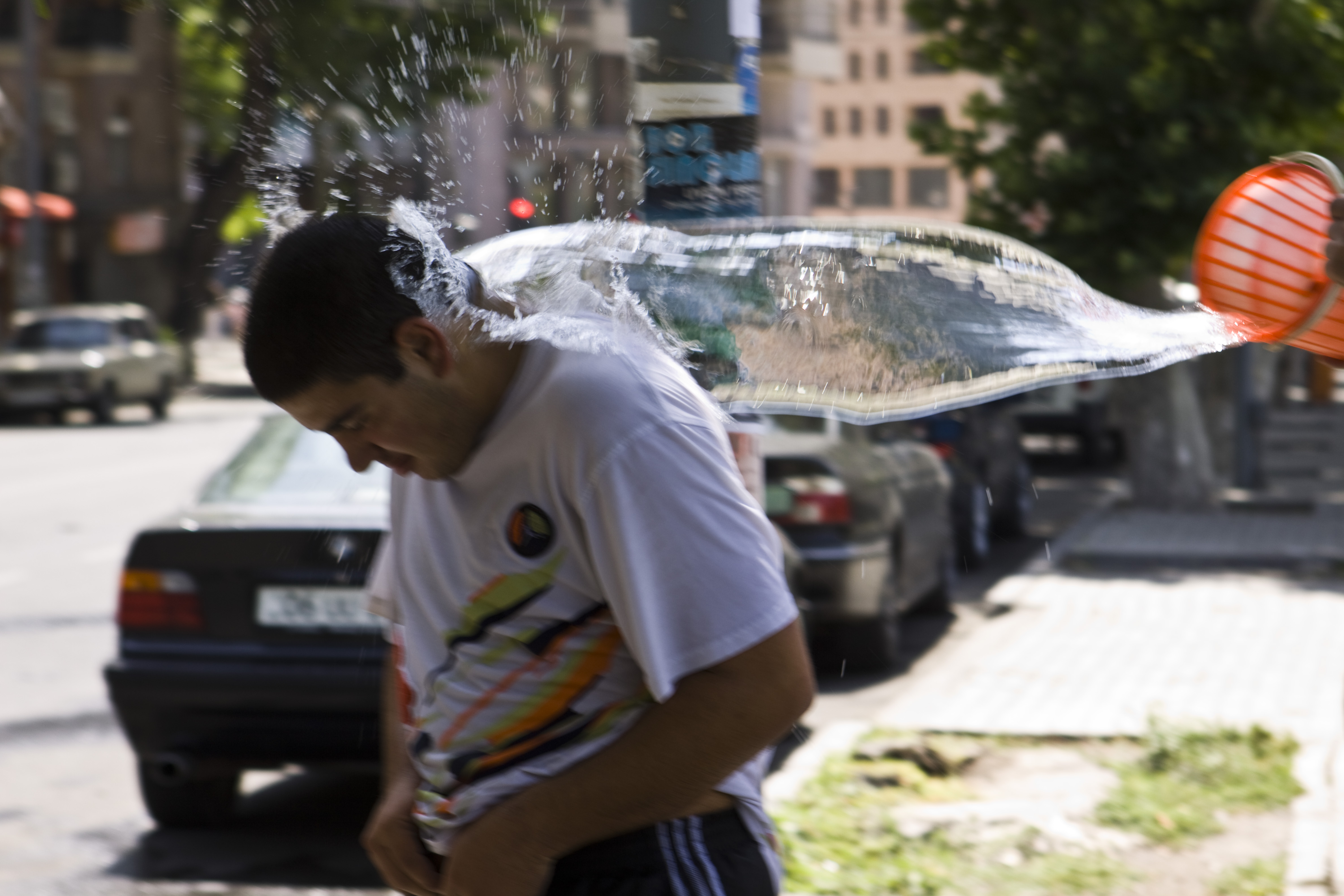
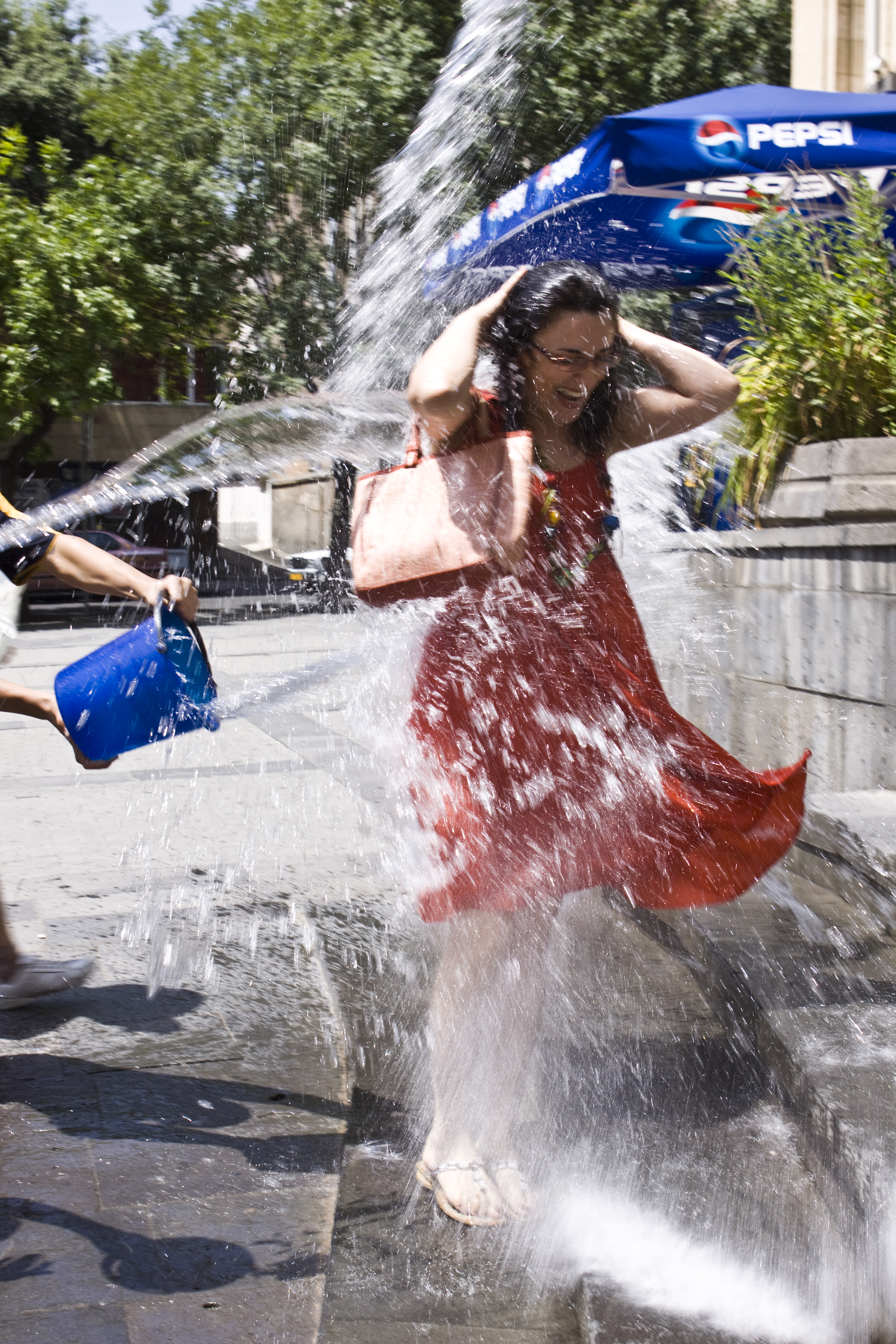
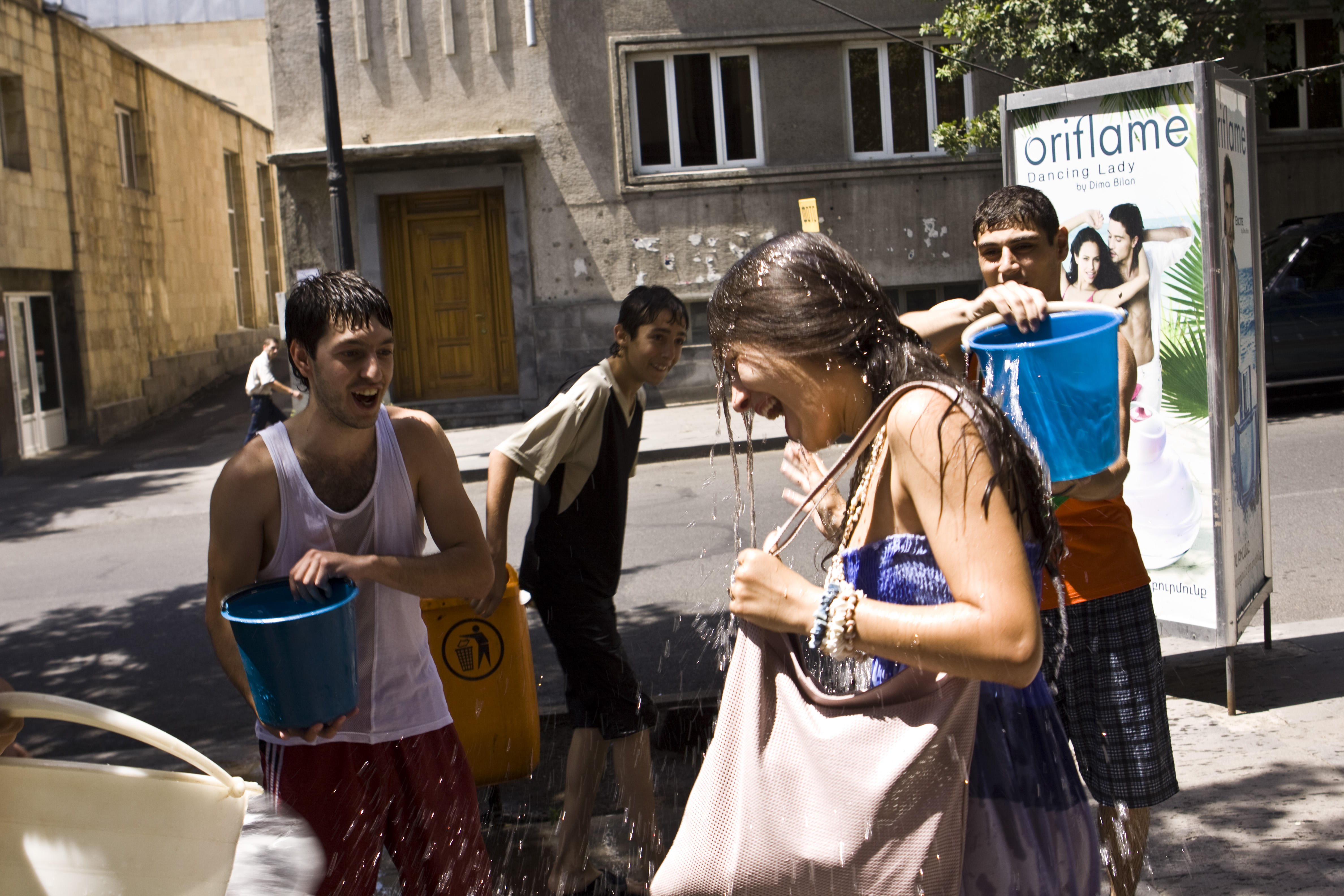